# Australasian Championships 1905
Gli Australasian Championships 1905 (conosciuto oggi come Australian Open) sono stati la 1ª edizione degli Australasian Championships e terza prova stagionale dello Slam per il 1905. Si è disputato dal 17 al 26 novembre 1905 sui campi in erba del Warehouseman’s Cricket Ground nella St Kilda Road di Melbourne in Australia. 
Il singolare maschile è stato vinto dall'australiano Rodney Heath, che si è imposto sul connazionale Arthur Curtis in quattro set. Nel doppio maschile si è imposta la coppia formata da Randolph Lycett e Tom Tachell. 
Non si sono giocati i tornei femminili e il doppio misto che saranno introdotti nel 1922.

## Risultati

### Singolare maschile
Rodney Heath ha battuto in finale  Arthur Curtis con il punteggio di 4–6, 6–3, 6–4, 6–4

### Doppio maschile
Randolph Lycett /  Tom Tachell hanno battuto in finale  Edgar T. Barnard  /  Basil Spence con il punteggio di 11–9, 8–6, 1–6, 4–6, 6–1.